# (26074) Carlwirtz
(26074) Carlwirtz (1977 TD) – planetoida z grupy przecinających orbitę Marsa okrążająca Słońce w ciągu 2,44 lat w średniej odległości 1,81 j.a. Odkryta 8 października 1977 roku.